# Halowe Mistrzostwa Świata w Lekkoatletyce 1999 – bieg na 60 m mężczyzn
Bieg na 60 m mężczyzn – jedna z konkurencji rozgrywanych podczas halowych mistrzostw świata w lekkoatletyce w 1999. Eliminacje, półfinały i finał odbyły się 7 marca.
Do eliminacji zgłoszonych zostało 48 zawodników z 38 państw.
Zawody w tej konkurencji wygrał reprezentant Stanów Zjednoczonych Maurice Greene. Drugą pozycję zajął rodak triumfatora Tim Harden, trzecią zaś reprezentujący Wielką Brytanię Jason Gardener.

## Wyniki

### Eliminacje
Źródło: 
Bieg 1
| Miejsce | Zawodnik            | Państwo         | Wynik | Uwagi |
| ------- | ------------------- | --------------- | ----- | ----- |
| 1.      | Matt Shirvington    | Australia       | 6,52  | AR    |
| 2.      | Jason Gardener      | Wielka Brytania | 6,54  |       |
| 3.      | Patrick Schneider   | Niemcy          | 6,59  |       |
| 4.      | Giennadij Czernowoł | Kazachstan      | 6,66  |       |
| 5.      | Sylla Alseny Kobele | Gwinea          | 6,97  |       |
| 6.      | Timothy Brooks      | Anguilla        | 7,05  | NR    |
| –       | De-Von Bean         | Bermudy         | DSQ   |       |
| –       | Antoine Boussombo   | Gabon           | DNS   |       |

Bieg 2
| Miejsce | Zawodnik           | Państwo           | Wynik | Uwagi |
| ------- | ------------------ | ----------------- | ----- | ----- |
| 1.      | Jeorjos Teodoridis | Grecja            | 6,56  | PB    |
| 2.      | Maurice Greene     | Stany Zjednoczone | 6,56  |       |
| 3.      | Jason Livingston   | Wielka Brytania   | 6,60  |       |
| 4.      | Diego Santos       | Hiszpania         | 6,71  |       |
| 5.      | Sanusi Turay       | Sierra Leone      | 6,72  |       |
| 6.      | Chris Donaldson    | Nowa Zelandia     | 6,73  |       |
| 7.      | Rolando Blanco     | Gwatemala         | 6,82  |       |
| 8.      | Brahim Abdoulaye   | Czad              | 7,17  |       |

Bieg 3
| Miejsce | Zawodnik          | Państwo   | Wynik | Uwagi |
| ------- | ----------------- | --------- | ----- | ----- |
| 1.      | Deji Aliu         | Nigeria   | 6,65  |       |
| 2.      | Kōji Itō          | Japonia   | 6,68  |       |
| 3.      | Gábor Dobos       | Węgry     | 6,71  |       |
| 4.      | Renward Wells     | Bahamy    | 6,76  |       |
| 5.      | Carlos Gats       | Argentyna | 6,82  |       |
| 6.      | Justin Ayassou    | Togo      | 6,82  |       |
| 7.      | Mohd Yusof Alias  | Singapur  | 6,94  |       |
| –       | Ryszard Pilarczyk | Polska    | DNS   |       |

Bieg 4
| Miejsce | Zawodnik           | Państwo           | Wynik | Uwagi |
| ------- | ------------------ | ----------------- | ----- | ----- |
| 1.      | Tim Harden         | Stany Zjednoczone | 6,51  |       |
| 2.      | Donovan Powell     | Jamajka           | 6,51  | PB    |
| 3.      | Marcin Nowak       | Polska            | 6,57  | PB    |
| 4.      | Nobuharu Asahara   | Japonia           | 6,63  | SB    |
| 5.      | Watson Nyambek     | Malezja           | 6,68  | NR    |
| 6.      | Sayon Cooper       | Liberia           | 6,74  | NR    |
| 7.      | Remy Neville       | Dominika          | 6,98  |       |
| 8.      | Norberto Nsue Ondo | Gwinea Równikowa  | 7,27  |       |

Bieg 5
| Miejsce | Zawodnik         | Państwo    | Wynik | Uwagi |
| ------- | ---------------- | ---------- | ----- | ----- |
| 1.      | Cédric Grand     | Szwajcaria | 6,61  |       |
| 2.      | Marc Blume       | Niemcy     | 6,62  |       |
| 3.      | O'Brian Gibbons  | Kanada     | 6,64  | PB    |
| 4.      | David Baxter     | Australia  | 6,72  |       |
| 5.      | William To       | Hongkong   | 6,76  |       |
| 6.      | Stéphan Buckland | Mauritius  | 6,81  |       |
| 7.      | Pascal Dangbo    | Benin      | 6,86  | NR    |
| 8.      | Eric Nkansah     | Ghana      | 6,96  |       |

Bieg 6
| Miejsce | Zawodnik                  | Państwo    | Wynik | Uwagi |
| ------- | ------------------------- | ---------- | ----- | ----- |
| 1.      | Ray Stewart               | Jamajka    | 6,58  |       |
| 2.      | Bruny Surin               | Kanada     | 6,58  |       |
| 3.      | Luis Alberto Pérez-Rionda | Kuba       | 6,59  | PB    |
| 4.      | Witalij Miedwiediew       | Kazachstan | 6,66  |       |
| 5.      | Patrick Mocci-Raoumbé     | Gabon      | 6,80  |       |
| 6.      | Alex Gabito               | Filipiny   | 6,94  |       |
| 7.      | Molise Rammita            | Lesotho    | 7,30  |       |
| 8.      | Sisomphone Vongphakdy     | Laos       | 7,31  |       |

### Półfinały
Źródło: 
Bieg 1
| Miejsce | Zawodnik            | Państwo           | Wynik | Uwagi |
| ------- | ------------------- | ----------------- | ----- | ----- |
| 1.      | Tim Harden          | Stany Zjednoczone | 6,47  |       |
| 2.      | Donovan Powell      | Jamajka           | 6,50  | PB    |
| 3.      | Deji Aliu           | Nigeria           | 6,50  |       |
| 4.      | Kōji Itō            | Japonia           | 6,62  |       |
| 5.      | O'Brian Gibbons     | Kanada            | 6,71  |       |
| 6.      | Giennadij Czernowoł | Kazachstan        | 6,73  |       |
| 7.      | Sanusi Turay        | Sierra Leone      | 6,77  |       |
| –       | Marcin Nowak        | Polska            | DNS   |       |

Bieg 2
| Miejsce | Zawodnik           | Państwo           | Wynik | Uwagi |
| ------- | ------------------ | ----------------- | ----- | ----- |
| 1.      | Maurice Greene     | Stany Zjednoczone | 6,45  | CR    |
| 2.      | Jason Livingston   | Wielka Brytania   | 6,54  | SB    |
| 3.      | Bruny Surin        | Kanada            | 6,57  |       |
| 4.      | Jeorjos Teodoridis | Grecja            | 6,58  |       |
| 5.      | Ray Stewart        | Jamajka           | 6,60  |       |
| 6.      | Gábor Dobos        | Węgry             | 6,62  |       |
| 7.      | Watson Nyambek     | Malezja           | 6,66  | NR    |
| 8.      | Patrick Schneider  | Niemcy            | 6,68  |       |

Bieg 3
| Miejsce | Zawodnik                  | Państwo         | Wynik | Uwagi |
| ------- | ------------------------- | --------------- | ----- | ----- |
| 1.      | Jason Gardener            | Wielka Brytania | 6,49  | PB    |
| 2.      | Matt Shirvington          | Australia       | 6,53  |       |
| 3.      | Luis Alberto Pérez-Rionda | Kuba            | 6,58  | PB    |
| 4.      | Marc Blume                | Niemcy          | 6,59  |       |
| 5.      | Nobuharu Asahara          | Japonia         | 6,60  | SB    |
| 6.      | Cédric Grand              | Szwajcaria      | 6,64  |       |
| 7.      | Witalij Miedwiediew       | Kazachstan      | 6,65  |       |
| 8.      | Diego Santos              | Hiszpania       | 6,70  |       |

### Finał
Źródło: 
| Miejsce | Zawodnik         | Państwo           | Wynik | Uwagi |
| ------- | ---------------- | ----------------- | ----- | ----- |
| 01 !    | Maurice Greene   | Stany Zjednoczone | 6,42  | CR    |
| 02 !    | Tim Harden       | Stany Zjednoczone | 6,43  | PB    |
| 03 !    | Jason Gardener   | Wielka Brytania   | 6,46  | AR    |
| 4.      | Matt Shirvington | Australia         | 6,52  | AR    |
| 5.      | Deji Aliu        | Nigeria           | 6,58  |       |
| 6.      | Donovan Powell   | Jamajka           | 6,59  |       |
| 7.      | Jason Livingston | Wielka Brytania   | 6,63  |       |
| 8.      | Bruny Surin      | Kanada            | 6,64  |       |